# Ingemarstorp
Ingemarstorp är en herrgård i Åsbo socken, Boxholms kommun, belägen invid Svartån, cirka 3,5 mil sydväst om Linköping på vägen mellan Mjölby och Boxholm.

## Historik
Den äldsta funna anteckningen om Ingemarstorp står att finna i 1539 års landskapshandlingar, då omnämnt som ett skattehemman, bebott och brukat av åbon Sven. Under senare delen av 1600-talet var gården säteri åt generalmajor Per Andersson Linderoth men säterifriheten upphörde 1680. Längre fram ägdes Ingemarstorp av överstelöjtnant David Gyldenklous arvingar. 1832 erhöll egendomen ståndsmässig bebyggelse under löjtnant Per Brogren utförd av byggmästare Daniel Tyrsson Fridga. Sedan gården innehafts av nämnde Brogren, köptes den av änkefru Tholér. 1853 ägdes den av bergmästare Carl Erik Sjögréen som senare skänkte gården till inspektor Johan August Brogren. Efter inspektor Brogrens död sålde dödsboet gården 1900 till Boxholms AB som införlivade lantbruket med Strålsnäs gård.
År 1921 sålde Boxholms AB corps-de-logiet med trädgård och park till fru Elisabet Nisser (1872–1961), som var dotter till bruksdisponenten på Boxholm Wilhelm Wettergren (1840–1926). Senare har Ingemarstorp ägts av familjerna Svensson, Drakenberg, Heller. Idag ägs gården av medlemmar av släkten Klingspor.
Ingemarstorps corps-de-logi fick sin nuvarande utformning 1923 då Elisabet Nisser anlitade linköpingsarkitekten Axel Brunskog och tranåsbyggmästaren Frans Otto Larsson för ombyggnad och modernisering. Brunskog ritade även en del av byggnadens fasta inredning.
På förutvarande Ingemarstorps ägor har hela Strålsnäs samhälle uppbyggts.

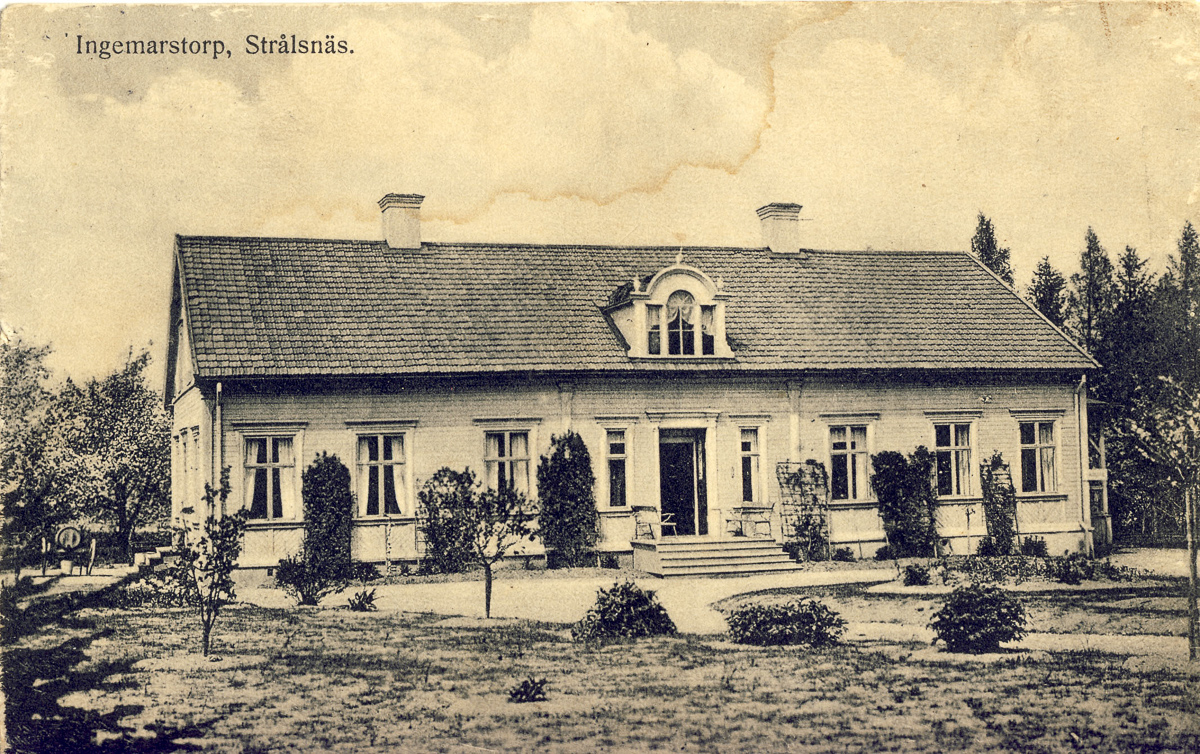
Ingemarstorp före ombyggnaden 1923. Vykort ca 1915

## Ägare av Ingemarstorp
| År        | Ägare                           |
| --------- | ------------------------------- |
| 1636-     | Knut Lilliehöök af Fårdala      |
| 1651-1673 | Per Linderoth                   |
| 1673-1674 | Arvid Ribbing                   |
| 1673-1688 | Hans Ulfsparre af Broxvik       |
| 1674-1679 | David Gyldenklou                |
| 1679      | Edvard Ehrensteen               |
| 1688-1696 | Ulfsparre af Broxvik            |
| 1803-1812 | Carl von Otter                  |
| 1820-1824 | Jonas Ericsson                  |
| 1824-1832 | Carl Ericsson                   |
| 1832-     | Per Brogren                     |
| 1848-     | Margareta Christina Tholér      |
| 1849-     | Carl Erik Sjögreén              |
| 1878-1898 | Johan August Brogren            |
| 1898-1921 | Boxholms AB                     |
| 1921-1961 | Elisabet Nisser                 |
| 1962-1990 | Nils-Ulf och Margareta Svensson |
| 1990-2009 | Sten och Pim Drakenberg         |
| 2009-     | Annika och Christian Klingspor  |